# Signe de Harzer
 (juin 2005).
Améliorez-le ou discutez des points à vérifier. 
Le signe de Harzer désigne la palpation des battements cardiaques au niveau de l'angle costo-xiphoïdien gauche.
Il est le témoin d'une déviation du choc de pointe normal, habituellement perçu au niveau du 5e espace intercostal gauche.
Il se voit dans l'hypertrophie du ventricule droit, notamment dans les cœurs pulmonaires chroniques

## Méthode de recherche
Le médecin plaçant son pouce sur l'angle costo-xiphoïdien gauche du patient, il lui demande d'inspirer profondément. 
Le signe de Harzer est dit positif si le médecin perçoit les battements du cœur à ce niveau.
Ce signe est très difficile à mettre en œuvre et peut être confondu avec les battements de l'aorte, notamment chez les sujets maigres.
La recherche de ce signe n'est pratiquement plus utilisée en pratique clinique devant sa difficulté de mise en œuvre et grâce à l'utilisation de moyen diagnostic plus fiable comme l'échocardiographie.

## Diagnostic
Ce signe témoigne d'une hypertrophie ventriculaire droite secondaire à :
- une insuffisance cardiaque droite sur une valvulopathie, notamment de la valve tricuspide ;
- l'évolution globale d'une insuffisance cardiaque gauche ;
- une hypertension artérielle pulmonaire primitive ou secondaire ;
- un cœur pulmonaire chronique secondaire à l'évolution terminale d'une insuffisance respiratoire chronique ;
- un cœur pulmonaire aigu dans le cadre d'un choc obstructif : embolie pulmonaire ou tamponnade.